# Saxa(…)
Saxa[…] war ein antiker römischer Toreut (Metallbildner), der in der zweiten Hälfte des 2. Jahrhunderts wohl in Niedergermanien tätig war.
Saxa[…] ist heute nur noch aufgrund eines Signaturstempels auf einem Bronzesieb bekannt, der den Namen nicht vollständig wiedergab, bei dem eine eindeutige Ergänzung aber nicht möglich ist. Diese wurde in Nijmegen, Provinz Gelderland in den Niederlanden gefunden. Heute befindet sich das Stück im Rijksmuseum van Oudheden in Leiden.

## Einzelbelege
1. ↑  Inventarnummer III 134; Richard Petrovszky: Studien zu römischen Bronzegefäßen mit Meisterstempeln. Leidorf, Buch am Erlbach 1993, S. 297, Nr. S.07.01.

| Personendaten    | Personendaten                              |
| ---------------- | ------------------------------------------ |
| NAME             | Saxa(…)                                    |
| ALTERNATIVNAMEN  | Saxa[…]                                    |
| KURZBESCHREIBUNG | antiker römischer Toreut                   |
| GEBURTSDATUM     | 1. Jahrhundert v. Chr. oder 1. Jahrhundert |
| STERBEDATUM      | 1. Jahrhundert oder 2. Jahrhundert         |